# Sarawak Negeri Stadion
Het Sarawak Negeristadion is een multifunctioneel stadion in Kuching, een stad in Maleisië. Het stadion ligt dicht bij een ander stadion dat bijna dezelfde naam draagt, het Sarawakstadion.
Het stadion wordt vooral gebruikt voor voetbalwedstrijden, de voetbalclub Kuching FA maakt gebruik van dit stadion. In het stadion is plaats voor 26.000 toeschouwers. 
Het stadion werd geopend in 1989. In 1990 vonden de Sukma Games hier plaats, een sportevenement bedoeld voor de verschillende staten van Maleisië. Daarna volgde nog een deel van de bouw, die uiteindelijk was voltooid in 1991. Het werd ook gebruikt voor de AFC Solidarity Cup 2016.